# Marhaň
Marhaň es una villa y municipio en el  Distrito Bardejov  en la  región Prešov al noreste de Slovakia.

## Historia
En los registros históricos la villa fue mencionada por primera vez en 1277.

## Geografía
El  municipio se encuentra a una altitud de 195 metros y cubre un área de 10.381 km².
Tiene una población aproximada de 935 personas.

## Demografía
| Año        | 1994 | 2004    | 2014    | 2024    |
| ---------- | ---- | ------- | ------- | ------- |
| Población  | 885  | 938     | 965     | 955     |
| Diferencia |      | +5,98 % | +2,87 % | −1,03 % |

| Año        | 2023 | 2024    |
| ---------- | ---- | ------- |
| Población  | 951  | 955     |
| Diferencia |      | +0,42 % |